# Casa Uppsala
Casa Uppsala (in estone: Uppsala maja) è uno dei più antichi edifici in legno di Tartu, Estonia. È ubicata vicino alla Chiesa di San Giovanni nella parte settentrionale della città. La casa è stata ristrutturata in collaborazione con città di Uppsala gemellata con Tartu in Svezia ed è stata in uso fino al 2010 come bed and breakfast fornito di cinque camere da letto.

## Storia
È uno dei più antichi edifici in legno di Tartu in Estonia ed è notoriamente datato intorno al 1750. La parte più antica dell'edificio è la parte settentrionale che è stato datata studiando le travi con la dendrocronologia. La data è importante perché dimostra che queste travi sono anteriore al Grande incendio del 1775 che ha consumato la maggior parte dei gli edifici in legno nel centro di Tartu. Dopo questo incendio la città fu ricostruita lungo linee tardo barocche e neoclassiche.
La dendrocronologia ha permesso aggiunte successive che sono datate tra il 1777 e il 1782.

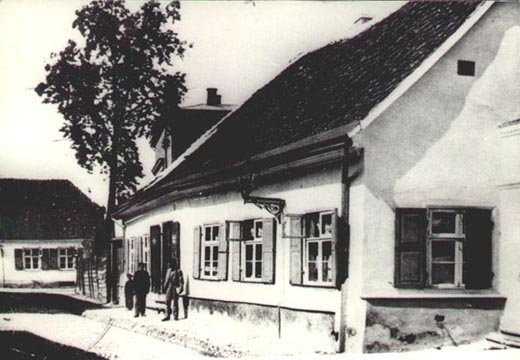
La casa alla fine del XIX secolo

Il progetto complessivo dell'edificio è rimasto immutato dal 1828 quando la casa aveva questa pianta con due piani. L'edificio ha avuto una grande moltitudine di usi incluso quello nel XIX secolo quando fu utilizzato come casa dello studente o come macelleria. Altri artigiani che hanno vissuto qui includono un sellaio, un sarto e un funzionario del tribunale di Livonia. Nel 1937 l'edificio dovette essere parzialmente ricostruito dopo un incendio.
Oggi l'edificio ha un doppio tetto spiovente a mansarda. Nel 1993 le città gemellate di Uppsala e Tartu hanno concordato un programma comune di cooperazione per il restauro di edifici antichi. Casa Uppsala è stata ristrutturata nel 1996. Le fotografie scattate prima di questa ristrutturazione non mostravano alcun abbaino, ma c'erano delle finestre nel tetto alla fine dell'edificio.
La casa è stata gestita come un bed and breakfast di cinque camere da letto fino al 2010, quando le perdite finanziarie costrinsero alla chiusura della struttura.

## Descrizione
La casa è ubicata su una delle vie principali della vecchia Tartu conosciuta come Jaani ("San Giovanni"). La casa si trova vicino alla Chiesa di San Giovanni che è un edificio di mattoni vecchi. Entrambi gli edifici sono a nord del centro della città. La casa è di proprietà della città di Tartu. L'edificio è finanziato tramite alcune fonti, tra cui i soldi ricavati dall'affitto delle sue stanze. Nel 2010 ci fu una crisi dovuta al basso tasso di occupazione e alla recessione economica che ha portato a non rendere più disponibile la sistemazione nella casa.